# レーティッシュ鉄道Ge3/3 214-215形電気機関車

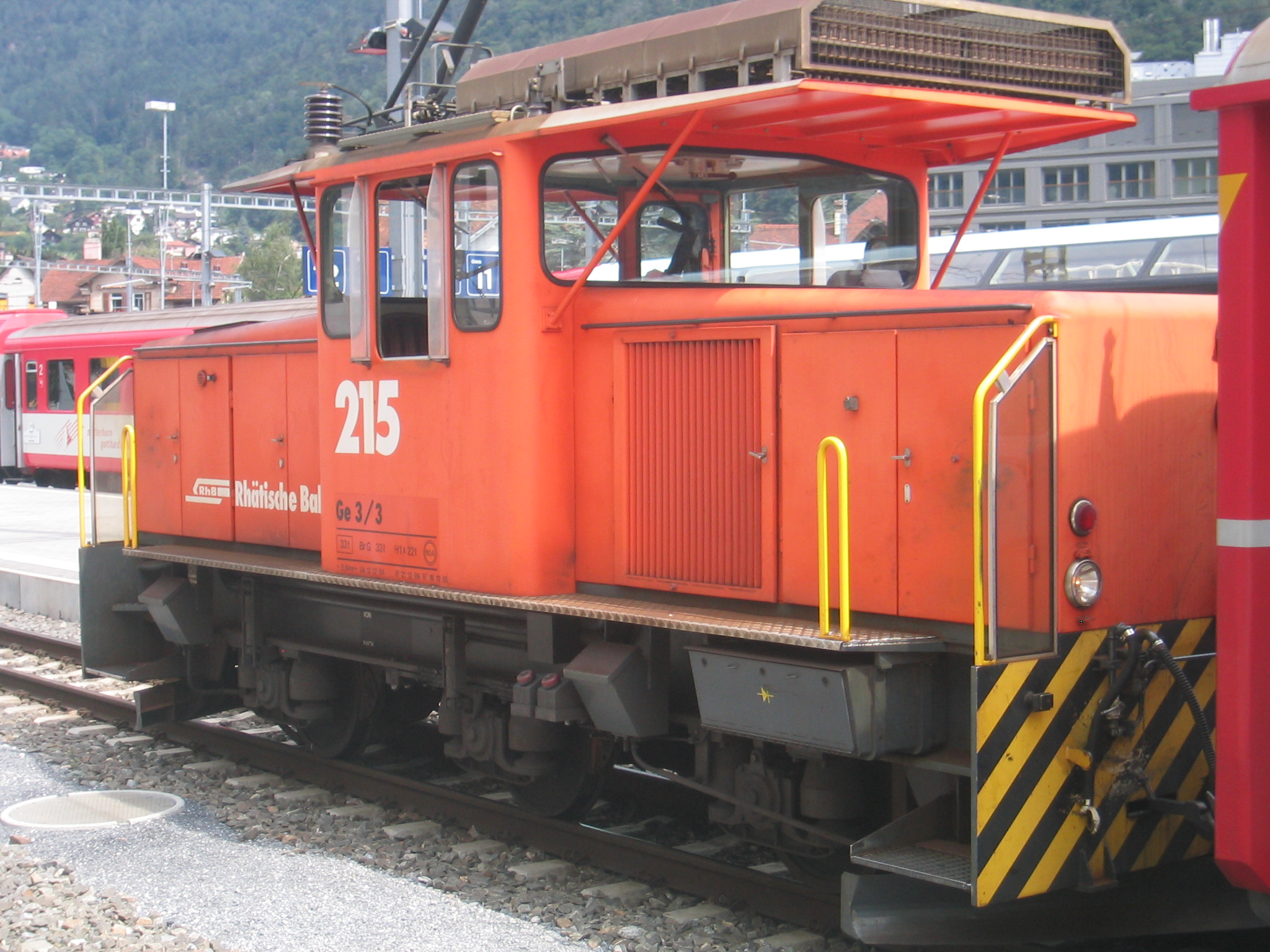
Ge3/3 215号機、クール駅

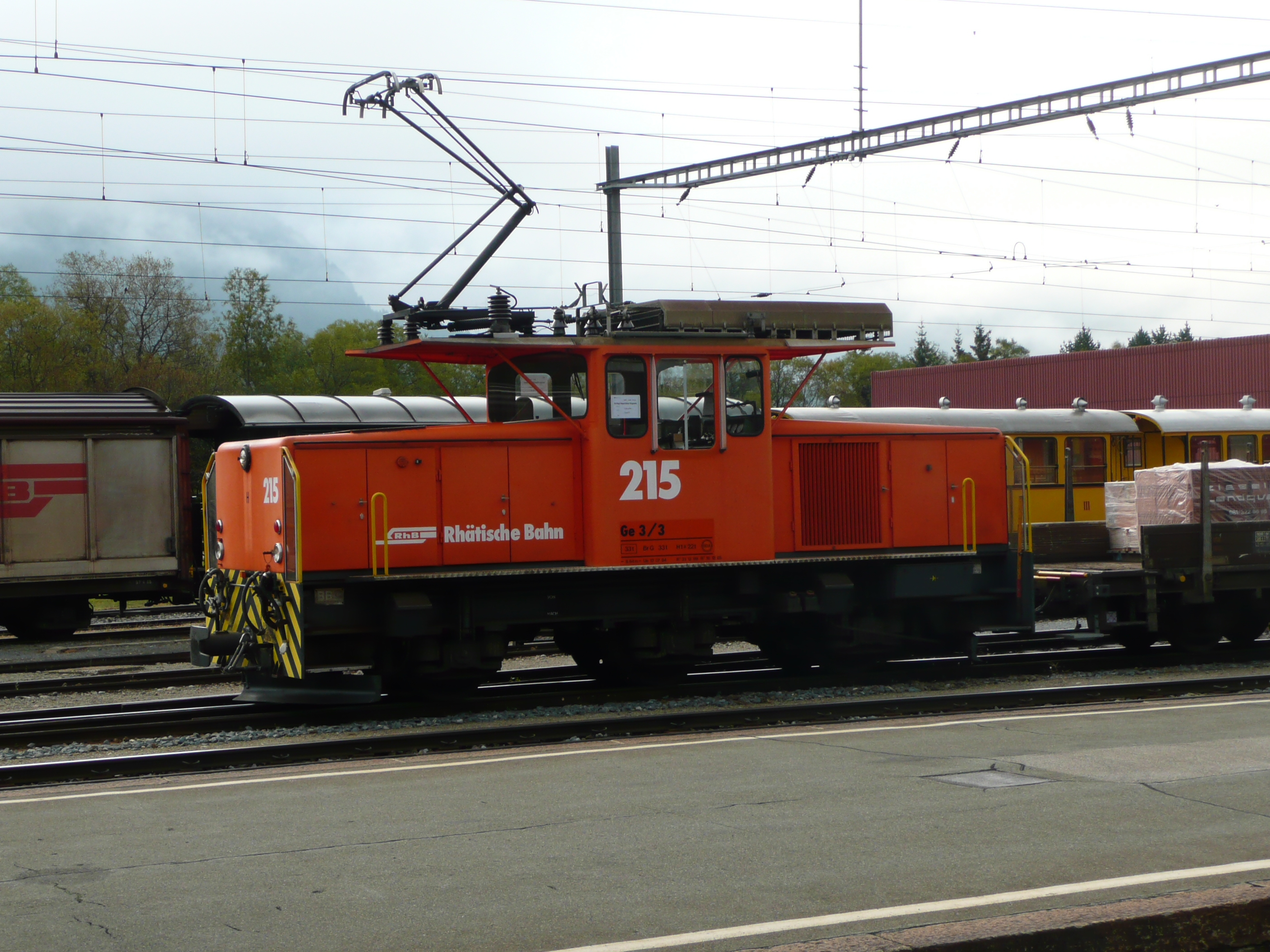
Ge3/3 215号機、サメーダン駅

レーティッシュ鉄道Ge3/3 214-215形電気機関車（レーティッシュてつどうGe3/3 214-215がたでんききかんしゃ）は、スイスのレーティッシュ鉄道（Rhätischen Bahn (RhB)）で使用される入換および小列車用電気機関車である。

## 概要
レーティッシュ鉄道では主要駅での重入換用として1912、13年製造の古いGe2/4形を1943、44年に凸形の入換用機に改造したGem2/4 211形とGe2/4 212、213形を使用していたが、これらの増備および代替用の中形入換機として1984年に2両が製造されたのが本機である。本機は、1973年と1984-85年に計23両が製造された本線用機のGe4/4II形のものと同一の主電動機を1台搭載し、制御装置も同様のものを使用して、1時間定格出力425kW、牽引力68kNを発揮するサイリスタ位相制御機で、車体、機械部分、台車の製造をRACO、電機部分、主電動機の製造をBBCが担当しており、価格は1両約1,900,000スイス・フランである。それぞれの機番と製造年は下記の通り。
- 214 - 1984年6月27日
- 215 - 1984年7月12日

## 仕様

### 車体
- 車体は型鋼を組んだ台枠上中央に運転室を設置した凸型で、前位側のボンネットに主電動機と主電動機用送風機、補機類を設置し、後位側のボンネットに制御装置を搭載したセンターキャブとなっている。また、機体の前後端部にはデッキはなく、ステップのみが設置されている。
- 運転室正面は大形の1枚窓となっており、側面にはバックミラー付の下落とし式があり、扉は片側のみの設置で、反対側の下落とし窓の前後には固定窓が設置されている。ボンネットは角型で点検扉と冷却風取入口のルーバー、手すりが設置され、正面の下部左右には丸型前照灯を尾灯が、上部中央に標識灯が埋込式に設けられている。
- 乗務員室屋根は前後方向に大きく張り出しており、発電ブレーキ用主抵抗器と集電装置が設置されている。
- 連結器は台枠に設置されるねじ式連結器で、緩衝器が中央、フック・リングがその左右にあるタイプである。また、台枠の前面下部には小型のスノープラウが設置されている。
- 塗装
  - 車体塗装は入換用機標準のオレンジ色をベースに、屋根と屋根上機器が銀色で、台枠端梁は黄色と黒のゼブラ塗装、手すり類は黄色、床下はダークグレーである。
  - 製造当初はボンネット正面中央に機番が、乗務員室側面にレーティッシュ鉄道のマークが入っていたが、後に運転室側面とボンネット正面は機番が大きく入り、ボンネット側面にはレーティッシュ鉄道のロゴが白色で入れられるものに変更されている。

### 走行機器
- 制御方式はサイリスタ位相制御で、Ge4/4II形のものをベースとした、1台の制御装置で台枠上に設置した1台の主電動機を制御する方式としており、主変圧器、制御装置を1台ずつを後位側のボンネット内に設置している。
- ブレーキ装置は他励界磁をチョッパ制御することにより最大ブレーキ力60kNの発電ブレーキ力を発揮するほか、空気ブレーキ（機関車用）、手ブレーキ、客車などの列車用に真空ブレーキ装置を装備する。
- 主電動機はGe4/4II形と共通の1時間定格出力425kW、連続定格出力380kWのBBC 製Typ 6FHO 4338直流複巻整流子電動機 を1台前位側ボンネット内の台枠上に搭載し、1時間定格牽引力68kN、起動時牽引力102kNの性能を発揮する。冷却はファンによる強制通風式で、冷却風はボンネット側面のルーバー吸入する。
- 3軸の動軸はの台枠固定で軸距2100mmおよび2200mm、車輪径920mmとなっており、軸箱支持方式は円筒案内式となっている。主電動機は台枠に装荷されてゴムカップリングと自在継手によって後位側ボンネット内台枠に設置されたギアボックスによって減速されるとともに前後に振分けられ、後位側の出力は自在継手を介して第3軸に設置された減速機で動輪に伝達され、前位側の出力は同様に第2軸の減速機およびそこから第3軸の減速につながり、それぞれの動輪に伝達され、減速比は1:9.820である。
- そのほか、パンタグラフはシーメンス製のシングルアーム式を1台搭載するほか、主電動機等用送風機1台、主変圧器用と位相制御器用のオイルポンプ、電動空気圧縮機、電動真空ポンプ、蓄電池などとなっている。

### 主要諸元
- 軌間：1000mm
- 電気方式：AC11kV 16.7Hz 架空線式
- 最大寸法：全長8640mm、全幅2650mm
- 軸距：2100+2200mm
- 自重：33.0t（機械部品21-22t、電気部品12-11t）
- 走行装置
  - 主制御装置：サイリスタ位相制御
  - 主電動機：Type 6FHO 4338直流複巻整流子電動機×1台（連続定格出力：380kW[3]、1時間定格出力：420kW[4]）
  - 減速比：9.820
- 牽引力
  - 牽引力：68kN（定格出力、於27km/h）、102kN（起動-19km/h）
  - ブレーキ力：60kN（発電ブレーキ）
- 最高速度：40km/h（被牽引時は60km/h）
- ブレーキ装置：発電ブレーキ、空気ブレーキ（機関車用）、手ブレーキ、真空ブレーキ（列車用）

## 運行
- 主要駅の入換用に使用されており、本線上での小列車の牽引も可能である。
- 1984年当時の配置は以下の通り。
  - 214 - ラントクアルト
  - 215 - クール
- 1985年以降の配置は以下の通り
  - 214 - サメーダン
  - 215 - クール